# جيه. توماس
جيه. توماس (بالإنجليزية: J. T. Thomas)‏ (و. 1988  م) هو لاعب كرة قدم أمريكية أمريكي، ولد في فورت لاودردال، مركز لعبه هو ظهير ‏.

## التعليم
تعلم في Blanche Ely High School ‏
.